# Cave City (Kentucky)
Pour les articles homonymes, voir Cave City.
Cave City est une ville américaine située dans le comté de Barren, dans le Kentucky, aux États-Unis. Lors du dernier recensement en 2000, la population de la ville était composée de 1 880 habitants.

## Géographie
Cave City se situe à proximité du Parc national de Mammoth Cave.

## Démographie
Selon le recensement de 2000, sur les 1 880 habitants, on retrouvait 844 ménages et 544 familles dans le comté. La densité de population était de 168 habitants par km² et la densité d'habitations (914 au total)  était de 82 habitations par km². La population était composée de 90,74 % de blancs, de 7,13 % d'afro-américains, de 0,16 % d'amérindiens et de 1,12 % d'asiatiques.
26,10 % des ménages avaient des enfants de moins de 18 ans, 47,7 % étaient des couples mariés. 22,2 % de la population avait moins de 18 ans, 8,1 % entre 18 et 24 ans, 26,1 % entre 25 et 44 ans, 24,3 % entre 45 et 64 ans et 19,3 % au-dessus de 65 ans. L'âge moyen était de 41 ans. La proportion de femmes était de 100 pour 89,9 hommes.
Le revenu moyen d'un ménage était de 22 257 dollars.

## Économie
L'économie de la ville est essentiellement axée sur le tourisme grâce à la présence à proximité du parc national de Mammoth Cave. De nombreux motels et restaurants s'y trouvent à l'intersection de l'Interstate 65 et des routes d'État 70 et 90.
La seconde branche de l'économie locale est l'agriculture. La région est une zone où l'on produit beaucoup de tabac.

## Prohibition de l'alcool à Cave City
Le 8 novembre 2005, les électeurs de Cave City ont décidé lors d'un référendum de permettre la consommation d'alcool dans ses restaurants. Toute la région est pourtant en faveur de la prohibition de l'alcool. Les restaurants doivent néanmoins répondre à certains critères. La proportion des ventes d'alcool dans le chiffre total du restaurant doit ainsi être limitée à un certain pourcentage.